# میهران مسروبیان
میهران مسروبیان (ارمنی: Միհրան Մեսրոպեան؛ ۱۰ مه ۱۸۸۹ – ۲۱ سپتامبر ۱۹۷۵)، یک معمار ارمنی-آمریکایی بود.
فعالیت حرفه ای مسروبیان (انگلیسی: Mihran Mesrobian)، بیش از پنجاه سال و در چندین کشور به طول انجامید، وی پس از تحصیل در آکادمی هنرهای زیبا در قسطنطنیه، کار خود را به عنوان یک معمار در اسمیرنا «ازمیر» و قسطنطنیه آغاز کرد. در زمان اقامت در قسطنطنیه، مسروبیان به عنوان معمار قصر آخرین سلطان عثمانی، محمد پنجم، خدمت کرد.
مسروبیان جزو هنرمندان شاخص در زمینه معماری است.

## آثار برگزیده
- The Carlton Hotel (اکنون The St. Regis Washington, D.C.), ۱۹۲۶
- Hay-Adams Hotel, واشینگتن، دی.سی. , ۱۹۲۷
- Wardman Tower (now a wing of the Marriott Wardman Park Hotel), ۱۹۲۸
- Dupont Circle Building, واشینگتن، دی.سی. , ۱۹۳۱
- Sedgwick Gardens, واشینگتن، دی.سی. , ۱۹۳۱
- Glebe Center, شهرستان آرلینگتون، ویرجینیا، ۱۹۴۰
- Wakefield Manor, Arlington, Virginia, 1943
- Calvert Manor, Arlington, Virginia, 1948
- Lee Gardens North, Arlington, Virginia, ۱۹۴۹–۱۹۵۰

## نگارخانه

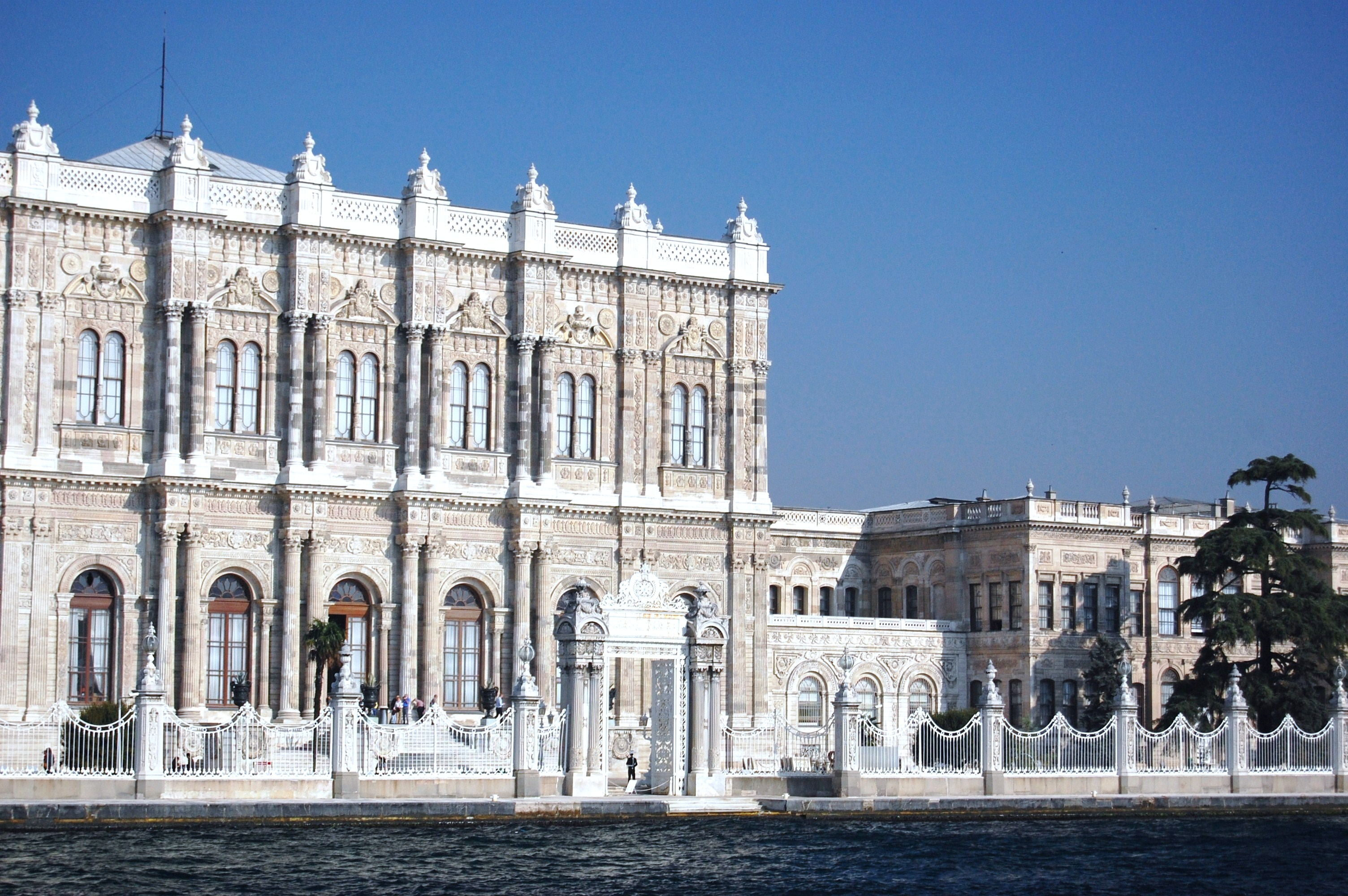